# Qalatga Darband
Qalatga Darband är en forntida stad i irakiska Kurdistan, med utsikt över Dukan-sjön i provinsen Sulaymaniyya. Platsen har daterats till sen hellenistisk tid eller övergången mellan den hellenistiska och partiska perioden.
Platsen upptäcktes först med hjälp av satellitbilder som togs på 1960-talet inom det amerikanska Coronaprogrammet, men som avhemligades först på 1990-talet. År 2013 var den en av flera platser i regionen som undersöktes av en fransk arkeologisk expedition ledd av Jessica Giraud. År 2016 valde British Museum att gräva ut platsen och samtidigt utbilda irakiska arkeologer i arkeologi och skydd av kulturarv. Programmet fick stöd av den brittiska regeringen.

## Galleri

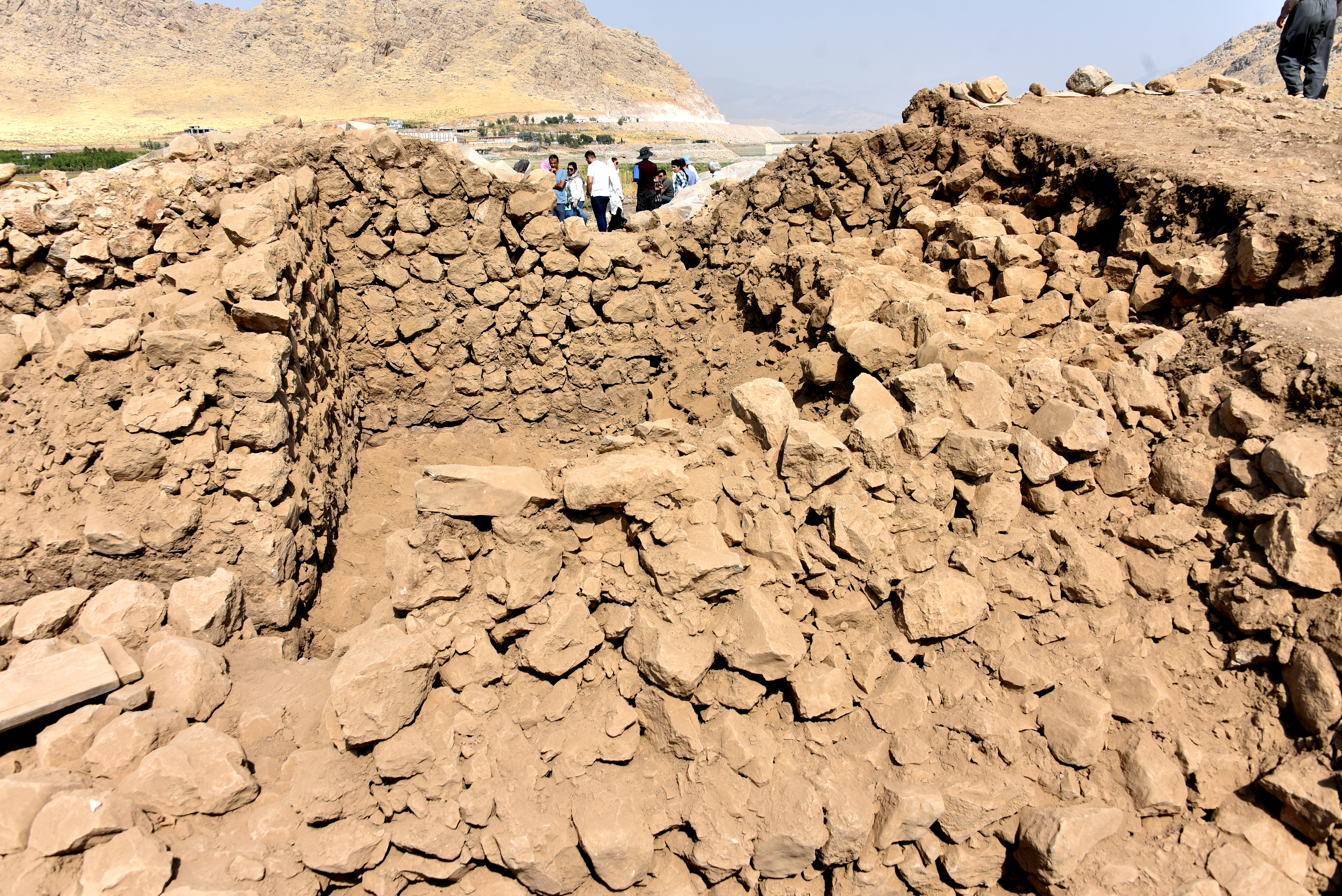
Parthisk byggnad vid Qalatga Darband, 26 september 2019
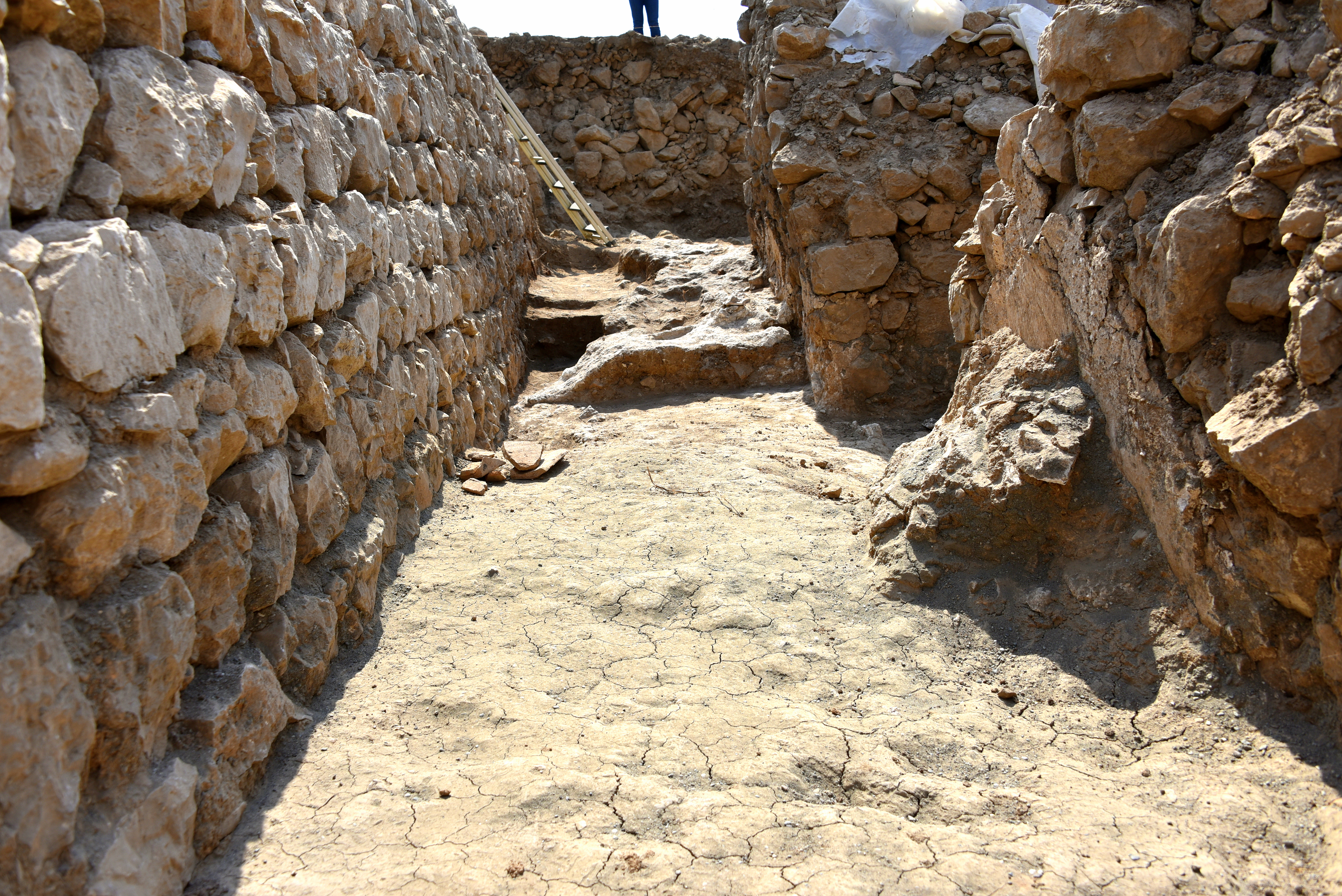
Parthisk byggnad vid Qalatga Darband, 26 september 2019
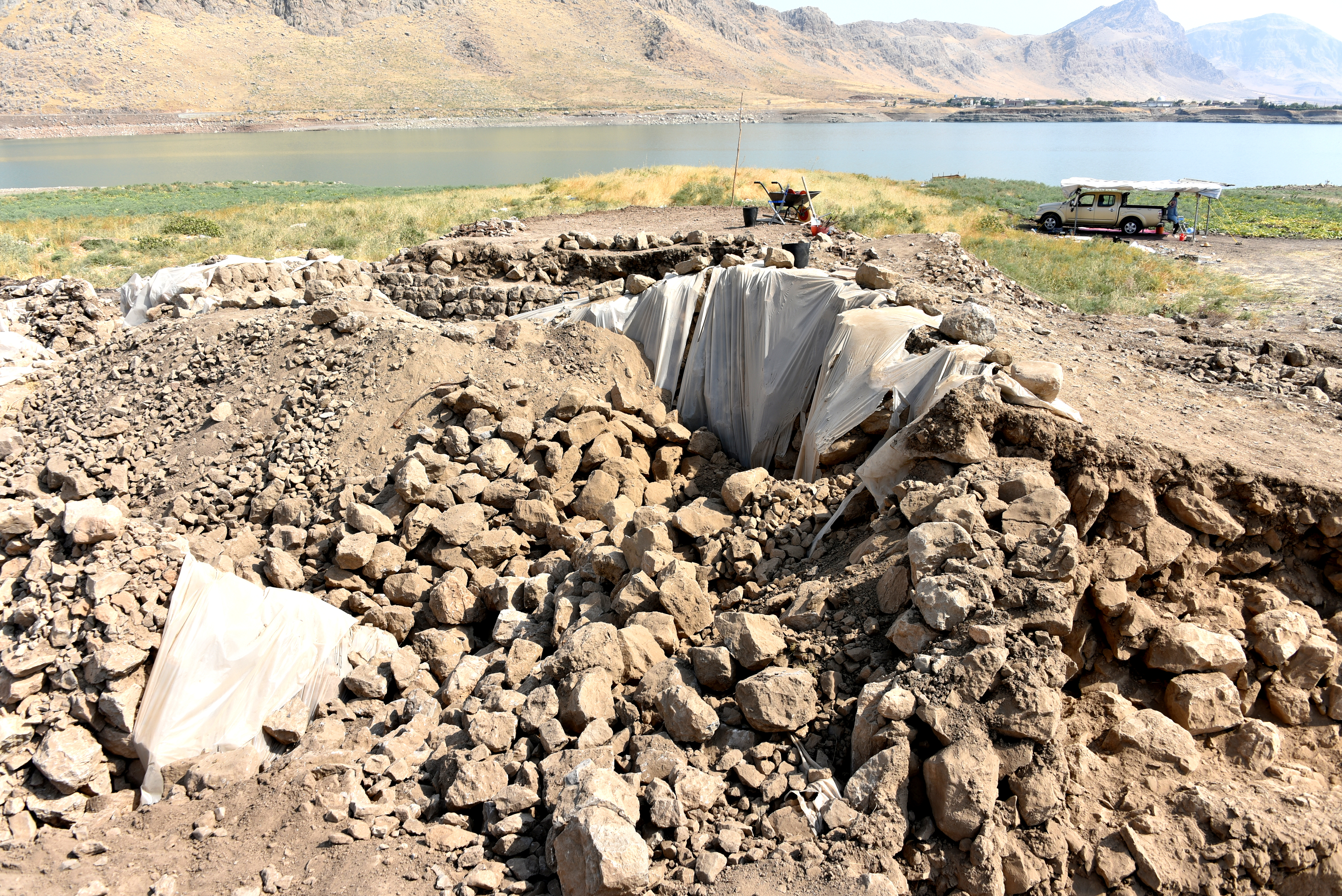
Utgrävningar som lagt i dagen en parthisk byggnad vid Qalatga Darband, 26 september 2019